# Lisková
Lisková – wieś i gmina (obec) w powiecie Rużomberk, kraju żylińskim, w północnej Słowacji. Wieś lokowana w roku 1252.
We wsi jest przystanek kolejowy Lisková.
Miastem partnerskim Liskovej jest śląskie miasto Woźniki.